# La treccia
La treccia (The Braid) è un film del 2024 diretto da Laetitia Colombani e tratto dal romanzo omonimo della stessa Colombani.

## Trama
Il film segue le vicende di tre donne in tre continenti diversi ed unite da un destino comune: la sopravvivenza. 
Giulia è una ragazza italiana la cui famiglia produce parrucche riutilizzando i capelli tagliati o caduti alle persone. Il padre rimane vittima di un grave incidente e scoprirà ben presto che l'azienda di famiglia è piena di debiti e tutto le crollerà addosso.
Smita vive in India ed ha una figlia. Le due devono sottostare a quello che il marito le impone. Smita decide quindi di non volere più quella vita e scappa lontano volendo dare a lei e a sua figlia un futuro migliore.
Sarah Cohen infine vive in Canada ed è un'avvocatessa di successo e madre di famiglia. La sua vita va a gonfie vele fino a quando non scoprirà di avere un tumore al seno che le sconvolgerà la vita.

## Produzione
Per la storia ambientata in Italia, il film è stato girato nel 2022 in Puglia, fra Monopoli e Conversano. La seconda è stata girata a Niyamatabad, villaggio a nord dell'India. La terza ed ultima storia infine è stata girata in Canada, a Montréal.

## Distribuzione
Il film è stato distribuito nelle sale cinematografiche da Indigo Film il 20 giugno 2024.